# EVV Eindhoven in het seizoen 1955/56
Het seizoen 1955/1956 was het tweede jaar in het bestaan van de Eindhovense betaaldvoetbalclub Eindhoven. De club kwam uit in de Hoofdklasse A en eindigde daarin op de zevende plaats, dit betekende dat de club in het nieuwe seizoen uitkwam in de Eredivisie.

## Wedstrijdstatistieken

### Hoofdklasse A
|       | ADO   | Ajax  | Amsterdam | DOS   | EBOH  | Excelsior | Fortuna '54 | HVC   | Limburgia | NAC   | NOAD  | Rigtersbleek | Roda Sport | Sparta | Stormvogels | Vitesse | VVV   |
| ----- | ----- | ----- | --------- | ----- | ----- | --------- | ----------- | ----- | --------- | ----- | ----- | ------------ | ---------- | ------ | ----------- | ------- | ----- |
| Thuis | 3 – 1 | 2 – 3 | 3 – 2     | 4 – 2 | 1 – 1 | 1 – 1     | 0 – 0       | 6 – 1 | 0 – 0     | 8 – 2 | 1 – 1 | 2 – 0        | 0 – 3      | 1 – 0  | 2 – 2       | 5 – 3   | 0 – 1 |
| Uit   | 2 – 1 | 4 – 1 | 1 – 1     | 2 – 2 | 0 – 1 | 1 – 2     | 1 – 1       | 0 – 1 | 3 – 3     | 1 – 0 | 2 – 0 | 1 – 2        | 2 – 0      | 1 – 1  | 1 – 1       | 0 – 1   | 1 – 0 |

## Statistieken Eindhoven 1955/1956

### Eindstand Eindhoven in de Nederlandse Hoofdklasse A 1955 / 1956
| Stand | Gespeeld | Gewonnen | Gelijk | Verloren | Punten | Doelpunten voor | Doelpunten tegen |
| ----- | -------- | -------- | ------ | -------- | ------ | --------------- | ---------------- |
| 7e    | 34       | 13       | 12     | 9        | 38     | 57              | 46               |

### Topscorers
| Competitie \| # \| Naam \| \| \| ------ \| ------------------ \| -- \| \| 1. \| Willy Schmidt \| 15 \| \| 2. \| Jan Louwers \| 10 \| \| 3. \| Dick Snoek \| 7 \| \| 4. \| Piet van Rooij \| 5 \| \| 5. \| Toon Feijen \| 4 \| \| 5. \| Wim Lubse \| 4 \| \| 5. \| Wim Verhoeven \| 4 \| \| 8. \| Jo Tebak \| 3 \| \| 9. \| Martin Gorissen \| 1 \| \| 9. \| Jan Hertogh \| 1 \| \| 9. \| Frans van Kemenade \| 1 \| \| 9. \| Frans van Tuijl \| 1 \| \| 9. \| Toon Visschers \| 1 \| \| Totaal \| Totaal \| 57 \| |                    |      |
| # | Naam               | Goal |
| 1. | Willy Schmidt      | 15   |
| 2. | Jan Louwers        | 10   |
| 3. | Dick Snoek         | 7    |
| 4. | Piet van Rooij     | 5    |
| 5. | Toon Feijen        | 4    |
| 5. | Wim Lubse          | 4    |
| 5. | Wim Verhoeven      | 4    |
| 8. | Jo Tebak           | 3    |
| 9. | Martin Gorissen    | 1    |
| 9. | Jan Hertogh        | 1    |
| 9. | Frans van Kemenade | 1    |
| 9. | Frans van Tuijl    | 1    |
| 9. | Toon Visschers     | 1    |
| Totaal | Totaal             | 57   |